# 이투데이
2006년 설립된 경제신문 이투데이는 정치, 경제, 사회, 문화 등 전 분야를 다루는 종합경제매체이다. 2010년 석간 경제신문을 창간해 전국에 보급해 왔으며, 2018년 조간신문으로 전환했다.
자회사로는 시니어매거진 브라보 마이라이프를 발행하는 이투데이피앤씨가 있다.
이투데이는 100여명의 기자가 청와대, 국회, 대법원, 18개 정부 부처와 서울시 등 지방자치단체를 출입하면서 온-오프라인을 통해 실시간으로 뉴스를 제공하고 있다. 또한 반도체, 자동차, 철강, 유통 등 산업 전 분야와 증시 등 자본시장의 뉴스를 20개 증권사 홈트레이딩시스템(HTS)를 통해 투자자들에게 실시간 제공하고 있다.
또한 해외의 주요 뉴스를 심층보도하고, 온라인 독자를 위해 유튜브, 포털, 페이스북 등을 통해 생활정보를 동영상으로 제작, 보급하고 있다.

## 연혁

### #2025
3월 제15회 이투데이 소비자 유통대상 개최
5월 이투데이 K-제약바이오포럼 2025 개최
2025 지속성장전략 포럼
6월 서울 기후-에너지 회의 2025(CESS 2025)
2025 생애주기 맞춤 콘서트
7월 제12회 대한민국 금융대전

### #2024
1월 '여의도4PM' 유튜브 채널 개설
3월 제 14회 이투데이 소비자 유통대상 개최
4월 제 10회 프리미엄 투자 세미나(지금 이 순간, 현명한 투자전략) 개최
5월 한국언론학회 정회원 가입
지속성장전략 포럼 개최
이투데이 K-제약바이오포럼 2024 개최
6월 이투데이-한국테니스발전협의회, 테니스 대중화 업무 MOU 체결
'정치대학' 유튜브 채널 리뉴얼
서울 기후-에너지 회의 2024(CESS 2024) 개최
제 11회 대한민국 금융대전 개최
8월 상속·증여제도 개편 세미나 개최
외국인 유학생 네트워크 200(ISN 200)
10월 이투데이 오픈 전국 동호인 테니스대회 개최
이투데이 창간 14주년 '2025 테크 퀘스트(Tech Quest)' 개최
11월 2024 제14회 올해의 마켓리더 대상 개최
2024 CSR 필름 페스티벌 어워드 개최
2024 대한민국 스마트 EV 대상 개최
2024 스마트 건설산업대상 개최

### #2023
2월 2030 부산세계박람회 유치 기원 영상 공모전 시상식 개최
3월 제13회 이투데이 소비자 유통대상 개최
4월 이투데이 ESG포럼 2023 개최
이투데이 소형모듈원전산업 세미나 개최
5월 2023 CSR 국제 콘퍼런스 개최
이투데이 K-제약바이오포럼 2023 개최
6월 베트남 IED와 경제포럼 공동 개최 등 협력 강화 MOU 체결
2023 대한민국 스마트 EV 대상 개최
서울 기후-에너지 회의 2023(CESS 2023) 개최
7월 제 10회 대한민국 금융대전 개최
9월 2023 대한민국 여성금융인 국제 콘퍼런스 개최
10월 한국신문방송편집인협회 가입
이투데이 창간 13주년 '2024 테크 퀘스트(Tech Quest)' 개최
'컬피' 유튜브 채널 개설
11월 2023 이투데이 스마트 건설대상 개최
2023 제13회 올해의 마켓리더 대상 개최
이투데이-한국전략경영학회, 기업 전략경영 분야 MOU 체결
2023 CSR 필름 페스티벌 어워드 개최
12월 이투데이 공식 틱톡 채널 개설

### #2022
2월 한국편집기자협회 회원사 가입
제20대 대통령선거 여야 대선후보 부동산·경제정책 공약 포럼 개최
4월 이투데이 ESG 포럼 2022 개최
5월 2022 대한민국 CSR 국제 콘퍼런스 개최
6월 서울 기후-에너지 회의 2022(CESS 2022) 개최
논현동 신사옥(이투데이 빌딩) 입주
2022 대한민국 스마트 EV 대상 개최
7월 제 9회 대한민국 금융대전 개최
9월 대한민국 여성 금융인 국제 콘퍼런스(지속가능한 성장을 위한 새로운 물결) 개최
10월 이투데이 창간 12주년 특별기획 '탄생: 아기발자국 늘리기'
이투데이 K-제약바이오포럼 2022 개최
11월 2022 이투데이 스마트 건설대상 개최
2022 제12회 올해의 마켓리더 대상 개최
12월 2022 함께하는 기업 어워드 & CSR 필름페스티벌 개최

### #2021
4월 2021 대한민국 스마트 EV 대상 개최
이투데이 ESG 포럼 2021 개최
5월 2021 대한민국 CSR 국제 콘퍼런스 개최
6월 서울 기후-에너지 회의 2021(CESS 2021) 개최
탄소발자국 지우기·All Together For Tomorrow 2050 캠페인 실시
7월 제 8회 대한민국 금융대전 개최
이투데이 'WASTE-ZERO' 선언·ESG 실천 캠페인 실시
9월 이투데이 공식 인스타그램 개설
10월 FTA 패러다임 쉬프트 오픈세미나 개최
이투데이 창간 11주년 특별기획 '한국의 메타버스 여기 다 모였다!' 오픈
11월 2021 함께하는 기업 어워드 & CSR 필름페스티벌 개최
2021 이투데이 스마트 건설대상 개최
대한민국 여성 금융인 국제 콘퍼런스(지속가능한 성장을 이끄는 새로운 물결) 개최
12월 2021 제 11회 올해의 마켓리더 대상 개최

### #2020
4월 2020 대한민국 CSR 국제 콘퍼런스 개최
6월 서울 기후-에너지 회의 2020 개최
7월 제 7회 대한민국 금융대전 개최
10월 이투데이 신문창간 10주년
11월 함께하는 기업 어워드 & CSR 필름페스티벌 개최

### #2019
2월 유료 기사 서비스 'Channel5' 오픈
6월 서울 기후-에너지 회의 2019 개최
7월 제 6회 대한민국 금융대전 개최
9월 국세청 기자단 가입
11월 함께하는 기업 어워드 & CSR 필름페스티벌 개최

### #2018
6월 제 5회 대한민국 금융대전 개최
7월 서울 기후-에너지 회의 2017 개최
10월 조간신문 전환

### #2017
6월 제 4회 대한민국 금융대전 개최
9월 서울 기후-에너지 회의 2017 개최

### #2016
4월 연예전문미디어 ‘비즈엔터’ 오픈
6월 제 3회 대한민국 금융대전 개최

### #2015
1월 시니어 잡지 ‘브라보 마이 라이프’ (월간) 창간
8월 제 2회 대한민국 금융대전 개최
9월 ‘이투데이 온라인 10년 신문창간 5주년’ 기념식 개최

### #2014
1월 유료 증권정보 서비스 ‘스탁 프리미엄’ 오픈
6월 시니어 주간신문 ‘브라보 마이 라이프’ 창간
9월 제 1회 대한민국 금융대전 개최

### #2013 ~ 2006
2013년 2월 본사 신사옥 입주식
2012년 7월 이투데이 핀터레스트 서비스 개시
2011년 5월 페이스북과 트위터 등 소셜미디어 서비스 시작
2010년 10월 프리미엄 석간경제지 이투데이 창간
2009년 1월 주요 증권사 HTS에 투자속보공급 개시
2008년 8월 인터넷신문협회 회원사 가입
2007년 10월 네이버, 다음 등 주요 포털과 뉴스검색 제휴
2006년 4월 인터넷 경제신문사 이투데이 창립

## 주요사업
- 경제신문 이투데이

- 온라인 이투데이

- Channel5

- 대한민국 금융대전

- 여성 금융인 국제 콘퍼런스

- 서울 기후-에너지 회의(CESS)

- 이투데이 신춘음악회

- CSR 국제콘퍼런스

- CSR 필름페스티벌

## 조직
프리미엄 조간 경제지, PC/모바일 뉴스 서비스를 공급하는 이투데이와 시니어 잡지 브라보마이라이프를 공급하는 이투데이피앤씨가 있다. 바이오/제약 전문 매체인 바이오스펙테이터가 있다. 조직도 보관됨 2013-10-02 - 웨이백 머신